# Kandalanu
Kandalanu fue el último rey de la dinastía X (asiria) de Babilonia, que reinó en el período 647 a. C.-627 a. C. No se sabe nada de su reinado, salvo que el reino estaba reducido a las ciudades de Babilonia, Borsippa, Sippar, y Uruk, pues el resto de las antiguas posesiones babilonios estaban ahora bajo el control de guarniciones asirias. Fue designado rey de Babilonia tras la rebelión de su predecesor Shamash-shum-ukin contra su hermano el rey asirio Asurbanipal.
Las fuentes para el reinado de Kandalanu son pocas y fragmentarias. De datación contemporánea, tan sólo se pueden citar fórmulas convencionales de fechado (documentos fechados en el "año x [del reinado] de Kandalanu") y una dañada inscripción cronológica. En inscripciones cronológicas posteriores Kandalanu es a veces mencionado y a veces no lo es. La escasez de fuentes hace particularmente difícil la tarea de determinar su identidad. Se cree que pudo haber sido otro de los hermanos de Asurbanipal o algún miembro de la elite local que permaneció fiel a Asiria durante la rebelión de Shamash-shum-ukin. Su nombre parece significar algún tipo de deformidad física, posiblemente pie equinovaro. En este caso no sería imposible pensar que haya sido designado rey con el objeto de ofender a los babilonios, recientemente rebeldes; se cree, además, que pudo haber tenido algún tipo de retraso mental. Del mismo modo, se ha sugerido que Kandalanu no fue otra cosa más que el nombre babilonio adoptado por Assurbanipal. Usualmente se cita en favor de esto último el hecho de que tanto Tiglath-Pileser III como Salmanasar V hayan reinado sobre Babilonia bajo los nombres de Pulu y Ululayu, respectivamente. Sin embargo, según argumenta G. Frame, estos supuestos ejemplos de la adopción de un nombre babilonio por parte de soberanos asirios no se basan en evidencia oficial, por lo que deberían ser descartados. Adicionalmente, el ya mencionado texto cronológico del reinado de Kandanu (KAV 182) indica que él reinó en Babilonia por algún tiempo cuando ya reinaba en Asiria Assur-etil-ilani, esto es, luego de la muerte de Asurbanipal.
A su muerte finalizó la llamada dinastía X y el dominio asirio sobre Babilonia, y siguió un interregno de un año, hasta que Nabopolasar se apoderó del trono, instaurando la dinastía XII neobabilonia o caldea.